# 郵便事業丸の内支店
郵便事業丸の内支店（ゆうびんじぎょうまるのうちしてん）とは、東京都千代田区にかつてあった郵便事業株式会社の支店である。
2007年10月1日より2008年5月6日まで東京中央郵便局に併設されていた。翌5月7日に、銀座支店へ統合された。民営化後7か月だけ存在した支店である。

## 概要
住所：東京都千代田区丸の内二丁目7-2
2008年5月7日に銀座支店へ統合されたのに伴い、跡地にゆうゆう窓口を運営する銀座支店丸の内分室が設置された。ただし設置先の東京中央郵便局局舎建替え計画に伴い、同年7月19日朝に丸の内分室は廃止された。

## 風景印
風景印（風景入通信日付印）が配備されていた。
- 形は円形の普通印である。併設の東京中央郵便局の三代目と同じ図案である。
- 図柄は『東京駅丸の内口』
- 使用開始日は2007年（平成19年）10月1日 - 2008年（平成20年）5月6日
銀座支店への統合に伴い廃止。